# Muhammad al-Bašír
Muhammad al-Bašír (arabsky محمد البشير‎, * 1983) je syrský politik a inženýr, který od 10. prosince 2024 do 29. března 2025 vedl první syrskou přechodnou vládu, která vznikla po pádu Asadova režimu. Byl posledním předsedou vlády Sýrie předtím, než byla tato pozice zrušena. V druhé syrské přechodné vládě od 29. března 2025 zastává funkci ministra energetiky. Předtím al-Bašír také působil jako předseda syrské vlády spásy.

## Život
Al-Bašír se narodil v roce 1983 v oblasti Džabal Závíja, v provincii Idlíb. V roce 2007 absolvoval bakalářské studium elektrotechniky na univerzitě v Aleppu. V roce 2021 ukončil studium na Idlibské univerzitě v oboru šaría a právo. Získal několik dalších certifikátů z angličtiny a poradenství. V rámci povstalecké správy provincie Idlíb působil v různých funkcích – v letech 2022 až 2023 byl ministrem pro rozvoj a humanitární záležitosti, poté se stal členem Rady šúry (parlamentu), a následně byl v lednu 2024 zvolen předsedou tamní vlády. Jeho kampaň se zaměřila na digitalizaci a automatizaci vládních služeb. Za jeho působení ve vládě došlo podle zdrojů například ke zmírnění poplatků za nemovitosti.